# Chris Tardio
Chris Tardio, né le 20 septembre 1979, à Brooklyn, New York, États-Unis, est un acteur américain.

## Biographie
Chris Tardio est né le 20 septembre 1979, à Brooklyn, New York, États-Unis.

## Filmographie

### Cinéma

#### Longs métrages
- 2002 : Mafia Blues 2 (Analyze That) d'Harold Ramis : Bobby
- 2002 : Passionada de Dan Ireland : Gianni Martinez
- 2003 : Ash Tuesday de Jim Hershleder : Un policier
- 2004 : She Hate Me de Spike Lee : Franco Bonasera
- 2005 : In the Mix de Ron Underwood : Angelo
- 2005 : Charlie's Party de Catherine Cahn : Dylan
- 2009 : The Hungry Ghosts de Michael Imperioli : Brian
- 2014 : The Last American Guido de Vito LaBruno : Nick
- 2020 : À quel prix ? (Worth) de Sara Colangelo : Frank Donato
- 2022 : Little Ukraine d'Ante Novakovic : Nathan
- 2022 : Sanctioning Evil d'Ante Novakovic : Jeff
- 2024 : Jersey Bred de Greg Russo : Vincent Napolitano

#### Courts métrages
- 2009 : Another Round de Ted Endres : Anton
- 2009 : The Peanut Butter Theory de Ted Endres : Anton
- 2014 : Smoke d'Ashley Avis : Jackie
- 2014 : 4 d'Ashley Avis : Le mari
- 2015 : The Radio de Michael Boylan : Oncle Steven
- 2016 : Coda d'Andrew Max Levy : Harry

### Télévision

#### Séries télévisées
- 2000 : Les Soprano (The Sopranos) : Sean Gismonte
- 2000 : Sex and the City : Matt
- 2000 : New York 911 (Third Watch) : Matt
- 2002 : New York, unité spéciale (Law and Order: Special Victims Unit) : Mario Molinari
- 2003 : New York, police judiciaire (Law and Order) : Officier Adam Brennan
- 2003 : Queens Supreme : Nick Lasco
- 2004 : As the World Turns : Dominic Ramsey
- 2005 : Les Experts : Manhattan (CSI: NY) : Steve Dark
- 2006 : The Unit : Commando d'élite (The Unit) : Sergent Pruitt
- 2006 : FBI : Portés disparus (Without a Trace) : Damon Winters
- 2007 : NCIS : Enquêtes spéciales (NCIS) : Kenneth Dixon
- 2007 : Les Arnaqueurs VIP (Hustle) : Johnny Maranzano
- 2007 : Bones : Danny Valenti
- 2007 : Les Experts : Miami (CSI: Miami) : Terrence Kerr
- 2009 : NCIS : Los Angeles : Walton Flynn
- 2010 : Lie to Me : Hollander
- 2012 : Justified : Partlow
- 2012 : The Finder : Détective Curtis Gillespie
- 2012 : Hollywood Heights : Stu Cornell
- 2012 : Blue Bloods : Kevin Carr
- 2013 : Vegas : Hal Whitford
- 2014 : Perception : Détective Gomez
- 2015 : Daredevil : Détective Blake
- 2016 - 2021 : Younger : Enzo
- 2017 : Blacklist: Redemption (The Blacklist : Redemption) : Tasker
- 2018 : Voisins mais pas trop (The Neighborhood) : Charlie
- 2018 - 2019 : Ray Donovan : Danny Bianchi
- 2020 - 2023 : Gravesend : Charlie
- 2021 : FBI: Most Wanted (Most Wanted Criminals) : Agent Spécial Mike Fitts
- 2021 : NCIS : Nouvelle-Orléans (NCIS: New Orleans) : EliasWatkins
- 2021 : Pose : Vincent Massino
- 2023 : Power Book IV: Force : Lieutenant Bobby DiFranco

### Jeux vidéos
- 2004 : Grand Theft Auto: San Andreas : Un gangster (voix)
- 2005 : Grand Theft Auto: Liberty City Stories : Mickey Hamfists (voix)
- 2011 : The Darkness II : Edward "Eddie" (voix)
- 2012 : Medal of Honor: Warfighter : Un marine (voix)
- 2016 : Mafia III : Alex Ribaldi / Un journaliste (voix)